# Deuselbacher Viadukt
Der Deuselbacher Viadukt ist eine Eisenbahnbrücke der Hunsrückquerbahn zwischen Deuselbach und Hoxel über den Siebenbornbach, auch Simm genannt, der über den Einzelbach zum Schalesbach/Gutenthaler Bach fließt. Die Brücke wurde am 1. Oktober 1903 mit dem Reststück der Hunsrückquerbahn zwischen Morbach und Hermeskeil eröffnet. Sie ist 37 m hoch und 86 m lang.
Bei der Bombardierung der Hunsrückbahn durch die Alliierten wurden sowohl der Hoxeler Viadukt als auch der Deuselbacher Viadukt stark beschädigt. Der Wiederaufbau dauerte vier Jahre, sodass die Strecke zwischen Morbach und Hermeskeil erst 1950 wieder durchgängig befahrbar war. Beim Wiederaufbau der Brücke verunglückte ein Bauarbeiter aus Riedenburg tödlich.
Bei der Wiedereröffnungsfahrt am 3. August 1950 war der damalige rheinland-pfälzische Ministerpräsident Peter Altmeier an Bord des Zuges. Nur 26 Jahre später wurde am 29. Mai 1976 der Personenverkehr auf der Brücke eingestellt. Danach fanden bis Anfang der 2010er sporadisch Sonderfahrten mit Schienenbussen statt. Seit 2012 ist die Strecke betrieblich gesperrt. Eine Reaktivierung wurde kontrovers diskutiert, im Februar 2025 wurden erste Schritte gesetzt.
Trotz ihres Namens befindet sich die Brücke eigentlich auf der Gemarkung von Thalfang. In der Nähe der Brücke liegen der Erbeskopf und die Kahlheid. Aufgrund ihrer Lage dient die Brücke heute häufig als Ausgangspunkt für Wanderungen in der Region oder Aussichtspunkt.